# Haroldius tangkoko
Haroldius tangkoko är en skalbaggsart som beskrevs av Jan Krikken och Huijbregts 2006. Haroldius tangkoko ingår i släktet Haroldius och familjen bladhorningar. Inga underarter finns listade i Catalogue of Life.